# オクスフォード哲学辞典
オクスフォード哲学辞典（The Oxford Dictionary of Philosophy）はオックスフォード大学出版局より発刊された哲学の辞典。編者サイモン・ブラックバーン、初版1994年。最初の見出しはニコラ・アッバニャーノ（Abbagnano, Nicola）、最後の見出しは受精卵（zygote）。

## 参考書籍
- Blackburn, Simon, ed. The Oxford Dictionary of Philosophy. Oxford: Oxford University Press, 1994. ISBN 0-192-83134-8.